# Epson R-D1
L'Epson R-D1 est un appareil photographique numérique télémétrique de 6 mégapixels commercialisé par Epson en 2004.
Fabriqué par Cosina, qui fabrique également les appareils photographiques Voigtländer, le R-D1 et son successeur, l'identique (mais avec un firmware amélioré) R-D1s, peuvent utiliser les objectifs des Leica M ou ceux des premiers Leica à monture à vis avec un adaptateur.
À l'instar des reflex numériques, le R-D1 utilise un obturateur mécanique. Fait unique pour un appareil photo numérique, cet obturateur est armé non pas par un moteur mais par un levier d'armement manuel semblable à ceux présents sur les anciens appareils photos argentiques. Ce levier doit être armé avant chaque prise de vue. Les paramètres principaux de l'appareil sont affichés par un cadran à aiguilles.
Cet appareil a été le premier appareil numérique à mise au point télémétrique, les seuls autres appareils de ce type sont les Leica M8, M9. Les Epson R-D1 et R-D1s ne sont plus produits, mais en février 2009, Epson a annoncé la sortie du R-D1x. Il se distingue de ses prédécesseurs par la possibilité d'utiliser des cartes SDHC, un écran LCD plus grand (2,5 pouces) mais non pivotant et un traitement de l'image amélioré. Le R-D1x n'est disponible que pour le marché japonais.